# Kommissarin Heller: Verdeckte Spuren
Verdeckte Spuren ist ein deutscher Fernsehfilm von Andreas Senn aus dem Jahr 2017. Es handelt sich um den 7. Filmbeitrag der Kriminalfilmreihe Kommissarin Heller. Er wurde vom 25. April 2016 bis zum 31. Mai 2016 in Wiesbaden, Berlin und Umgebung gedreht und am 21. Januar 2017 um 20:15 Uhr im ZDF erstausgestrahlt.

## Handlung
Eine Einbruchserie erschüttert Wiesbaden. Der unbekannte Einzeltäter erbeutet bei seinen Raubzügen nicht nur Wertsachen, sondern vernichtet alle brauchbaren Spuren, indem er die Häuser mit weißem Löschschaum ausspritzt. Bei seinem letzten Einbruch ist nun ein Mitarbeiter des privaten Wachschutzes zu Tode gekommen, erschlagen mit einem Feuerlöscher, sodass die Mordkommission gerufen wird. Kommissarin Winnie Heller und ihr Kollege Hendrik Verhoeven übernehmen den Fall, und schnell gerät ein Augenzeuge ins Visier der Ermittler. Der ehemalige Lehrer Jan Drexler, der als Aussteiger in den Wäldern lebt und sich mit Gelegenheitsjobs über Wasser hält, gibt der Kommissarin Rätsel auf. Nachdem im Umfeld seiner Unterkunft diverse Feuerlöscher gefunden worden sind, ist sie von seiner Schuld überzeugt und lässt ihn in Untersuchungshaft nehmen.
Als jedoch ein weiterer Raubmord geschieht, während Drexler noch vernommen wird, müssen die Kommissare umdenken. In diesem neuen Fall ist einiges anders als bei den vergangenen Einbrüchen, denn das Opfer scheint den Einbrecher erwartet zu haben. Im Handgemenge lösten sich zwei Schüsse, von denen einer das Opfer tödlich traf, aber offensichtlich kam auch der Täter nicht unverletzt davon, denn Blutspuren führen aus dem Haus.
Kommissarin Heller und ihr Kollege Verhoeven entdecken allmählich einen Zusammenhang zwischen den Opfern der Einbruchserie, der sie weit in die Vergangenheit führt. Es geht bei den Einbrüchen gar nicht um Diebstahl, sondern es handelt sich um einen Fall von Selbstjustiz. Vor fünfzehn Jahren hatte das St. Antonius-Krankenhaus mit verunreinigten Blutkonserven eine Anzahl von Patienten infiziert, die in der Folge an AIDS erkrankten. Eine Klage der Infizierten konnte das Krankenhaus erfolgreich abwehren und die Geschädigten gingen leer aus. Alle bisherigen Einbrüche fanden bei Mitarbeitern dieses Krankenhauses statt sowie bei einem Gutachter und einem Richter. Die Ermittlungen ergeben, dass seinerzeit eine OP-Schwester für die Geschädigten aussagen wollte, sie aber letztendlich von den Verantwortlichen der Klinik davon abgebracht werden konnte.
Je näher die Kommissare der Wahrheit kommen, umso mehr enthüllen sie die menschliche Tragödie hinter den Taten, und sie müssen erkennen, dass in diesem Fall nichts so ist, wie es scheint. Eindeutige Spuren führen dabei zu dem KTU-Mitarbeiter Paul Rottmann, wodurch sich für Heller die verwischten Spuren erklären. Rottmanns Tochter gehört zu den Geschädigten der verseuchten Konserven. Sie hatte begonnen, sich auf ihre Art zu rächen und die Einbrüche begangen, die am Ende aus dem Ruder liefen. Ihr Vater versuchte, sie so gut es ging zu decken und manipulierte Spuren bis hin zu den Feuerlöschern, die bei dem Verdächtigen gefunden wurden. Jetzt, nachdem Emmy Rottmann angeschossen worden ist und sich die Wunde infiziert hat, drängt Rottmann darauf, sie ins Krankenhaus zu bringen, was seine Tochter strikt ablehnt. In der Folge stirbt die junge Frau, und Rottmann hat nun nichts mehr zu verlieren. Ihm ist inzwischen auch klar, dass Heller ihm auf den Fersen ist. Trotzdem versucht er, auch die letzten seiner Meinung nach Schuldigen zu bestrafen. Er erschießt die OP-Schwester, die ihre Aussage zurückgezogen hatte, und will auch noch den Anwalt Roland Jungwirth richten. Kommissarin Heller kommt ihm dabei jedoch in die Quere. Auch wenn sie letztendlich Rottmanns Gründe versteht, hindert sie ihn daran, auch noch Jungwirth zu erschießen.
Bei allen beruflichen Problemen muss Heller erfahren, dass ihr Kollege Verhoeven sich nach Karlsruhe versetzen lässt, weil seine Frau dort als Rechtsanwältin beim Bundesgerichtshof tätig werden will. Darüber ist sie zutiefst enttäuscht, weil er ihr dieses Vorhaben nicht direkt mitgeteilt hatte und sie es über Umwege erfahren musste.

## Rezeption

### Einschaltquote
Bei der Erstausstrahlung von Verdeckte Spuren am 21. Januar 2017 im ZDF wurde der Film in Deutschland von insgesamt 6,90 Millionen Zuschauern gesehen und erreichte einen Marktanteil von 21,2 Prozent.

### Kritik
Volker Bergmeister meinte auf tittelbach.tv: Der „Siebte[…] Fall für die eigenwillige ZDF-Ermittlerin mit der Psychomacke […] erzählt nicht nur eine Krimigeschichte. Es geht auch um den Abschied des Kollegen Hendrik Verhoeven aus Wiesbaden und wie Winnie Heller mit dem Verlust des beruflichen Partners umgeht. Dass das nicht harmonisch verläuft, sondern die Kommissarin wild – und das in alle Richtungen – um sich schlägt, liegt im Charakter dieser facettenreichen Figur. Lisa Wagner liefert erneut eine beeindruckende schauspielerische Leistung.“
Bei Quotenmeter.de wertete Sidney Schering: „Der Fall von Ungerechtigkeit, der die Aids-Erkrankten betrifft, und der Mordfall werden von Klaschka sukzessive, wenngleich überraschungsarm verknüpft. Auf dem Regiestuhl tritt Andreas Senn in die Fußstapfen Christine Balthasars, die alle bisherigen Folgen der Reihe in Szene setzte. Während er im Prolog auf eine schnellere, näher am Geschehen orientierte Bildsprache setzt als bisher im Format gewohnt, nimmt er im Rest der Episode das Tempo heraus, orientiert sich mehr an der üblichen ‚Kommissarin Heller‘-Ästhetik. Dem in belehrenden Dialogen vorangetriebenen Kriminalfall tut dies jedoch keinen Gefallen – und so ist Hans-Jochen Wagners ‚Kommissarin Heller‘-Abschied letztlich nur Stangenware.“
Die Redaktion von TV Spielfilm schrieb über das „starke Krimidrama um Rache und Moral“: „Neben guten Bildern (Kamera: Markus Hausen) und den überzeugenden Darstellern fasziniert der Film auch durch ausgeklügeltes Sounddesign. Da knarzt und brizzelt es unheilvoll, sodass die Spannung nie abreißt.“